# فرودگاه واگونر
فرودگاه واگونر  (به انگلیسی: Wagoner Airport) یک فرودگاه خصوصی است که یک باند فرود چمن-شن دارد و طول باند آن ۳۲۰ متر است. این فرودگاه در کشور ایالات متحده آمریکا قرار دارد و در ارتفاع ۲۱۳ متری از سطح دریا واقع شده است.